# Open Hearts (bande originale)
Albums de Anggun
Désirs contraires
(2000) Luminescence
(2005)
Compilations par Anggun
Gaya Remaja
(1991)
Open Hearts est la bande originale du film scandinave du même nom, chanté par Anggun. Elle est parue en 2002.
En plus de chanter toutes les chansons de l'album, Anggun est également la créatrice d'un certain nombre de chansons, dont "Open Your Heart", la chanson du film. La version japonaise contient deux pistes supplémentaires.

## Liste des titres
| 1.  | Counting Down                                                | Jesper Winge Leisner, Niels Brinck | 3:51 |
| 2.  | Open Your Heart                                              | Anggun, Leisner, Brinck            | 3:34 |
| 3.  | Little Things                                                | Leisner, Brinck                    | 4:28 |
| 4.  | Blue Satellite                                               | Leisner, Brinck                    | 3:44 |
| 5.  | The End Of A Story                                           | Anggun, Leisner, Brinck            | 4:35 |
| 6.  | Im Your Mirror                                               | Leisner, Brinck                    | 3:40 |
| 7.  | Pray                                                         | Anggun, Leisner, Brinck            | 3:39 |
| 8.  | I Wanna Hurt You                                             | Leisner, Brinck                    | 3:37 |
| 9.  | Naked Sleep                                                  | Leisner, Brinck                    | 4:22 |
| 10. | I Wanna Hurt You (Niels Brinck Club Mix) (Bonus CD Japonais) | Leisner, Brinck                    |      |
| 11. | Open Your Heart (A Capella Edit) (Bonus CD Japonais)         | Anggun, Leisner, Brinck            |      |